# Pier Francesco Pinelli
Pier Francesco Pinelli (* 31. Oktober 1963 in Rom) ist ein italienischer Industriemanager. Zwischen November 2022 und Mai 2023 war er Außerordentlicher Kommissar von Caritas Internationalis.

## Leben
Pier Francesco Pinelli studierte von 1983 bis 1989 Ingenieurwesen an der Universität La Sapienza. Er war bei den Energiekonzernen Enel in Bergamo (1989–1993) und bei AES in London (1993–1996) tätig. Nach einem Engagement bei der Unternehmensberatung Bain & Company (1996–2000)  wurde er 2003 CEO bei dem italienischen Konzern ERG Power & Gas in Genua, wo er die Neugründung konzipierte und leitete. 2006 wechselte er als CEO zu ERG Petroli und 2010 als Vorstandsvorsitzender zu TotalErg, wo er den Zusammenschluss von Erg Petroli und Total Italia umsetzte. Von 2010 bis 2012 war er als Head of Refining & Marketing Division für die ERG group tätig und leitete die Transformation zu den erneuerbaren Energien ein. Pinelli war zudem in zahlreiche Joint Ventures und Partnerschaften mit privaten Unternehmern sowie mit Energiekonzernen wie Shell, Exxon, Total, Mol, Gaz de France, Lukoil und weiteren eingebunden. Seit 2013 ist er Partner in einer Unternehmens- und Organisationsberatung.
Von 2012 bis 2015 war Pinelli Beauftragter der italienischen Regierung für die Reorganisation der Opernstiftung Fondazioni Lirico-Sinfoniche. Er leitete das größte von der italienischen Regierung konzipierte Programm zur Umstrukturierung und Wiederbelebung der italienischen Opernhäuser, an dem neun Theater beteiligt waren, darunter die Teatro dell’Opera di Roma, San Carlo di Napoli, Arena di Verona und das Teatro Massimo di Palermo, die zusammen rund 300 Milliarden Euro einnahmen und 3000 Mitarbeiter beschäftigten.
Pier Francesco wurde zudem zum Kommissar der Stiftung Istituto Nazionale del Dramma Antico ernannt, die für das größte Theaterfestival Italiens verantwortlich ist und in der innerhalb von 24 Monaten ein Turnaround gelungen ist, der zu einem Anstieg der Einnahmen und der Zuschauerzahlen um 23 % sowie zu einer Verbesserung der wirtschaftlichen und finanziellen Bedingungen geführt hat.
Pier Francesco Pinelli wurde am 22. November 2022 von Papst Franziskus per Dekret zum Außerordentlichen Kommissar von Caritas Internationalis ernannt, so dass er vorübergehend die Leitung der Institution ad nutum übernehmen kann.